# Championnats du monde de four cross 2019
Navigation
2018 2021
Les championnats du monde de four cross 2019 sont la 18e édition de ces championnats, organisés par l'Union cycliste internationale (UCI) et décernant les titres mondiaux en four-cross. Ils ont lieu les 1er et 2 août 2019 à Val di Sole en Italie.

## Podiums
| Épreuves | Or                | Argent          | Bronze           |
| -------- | ----------------- | --------------- | ---------------- |
| Hommes   | Romain Mayet      | Elliott Heap    | Felix Beckeman   |
| Femmes   | Romana Labounková | Natasha Bradley | Mathilde Bernard |

## Tableau des médailles
| Rang | Nation          | Or | Argent | Bronze | Total |
| ---- | --------------- | -- | ------ | ------ | ----- |
| 1    | France          | 1  | 0      | 1      | 2     |
| 2    | Tchéquie        | 1  | 0      | 0      | 1     |
| 3    | Grande-Bretagne | 0  | 2      | 0      | 2     |
| 4    | Suède           | 0  | 0      | 1      | 1     |
|      | TOTAL           | 2  | 2      | 2      | 6     |